# Manuelita Vallarino de Saint Malo
Manuelita "Maui" Vallarino de Saint Malo (Ciudad de Panamá, 18 de septiembre de 1937) es una bióloga y educadora panameña.

## Biografía
Inició sus estudios primarios en la escuela de Balboa, en ese entonces parte de la Zona del Canal de Panamá, luego al Colegio María Inmaculada y por último al Colegio de las Esclavas del Sagrado Corazón de Jesús. Durante su adolescencia se trasladó a Estados Unidos, donde cursó la secundaria en Gulfport, Misisipi. Se graduó de biología con especialización en química en el Newcomb College de la Universidad Tulane de Nueva Orleans.
En 1965 se voluntarió como maestra sustituta en el Colegio Episcopal de Panamá donde estudiaban en ese momento sus dos hijos mayores, luego fue nombrada como maestra de ciencias y matemáticas para primaria. Laboró allí por 18 años, llegando a ser subdirectora del colegio. En 1983 fundó, junto con otras profesoras, la Academia Interamericana de Panamá, donde se ha desempeñado hasta hoy como directora y presidenta de la junta directiva.
En la política, se involucró junto con otras mujeres como Rosario Arias de Galindo y Querube Solís de Carles en la oposición a la dictadura militar que duró entre 1968 y 1989. Además fue una de las figuras dentro de la derogación de la reforma educativa de 1979. En el ámbito social, ha sido presidenta de la Asociación Amigos de los Animales de Panamá (1998-2000) y miembro de la Asociación Pro Hogar Bolívar. En el 2005 fue premiada por Fundamujer como Mujer Estrella del Año.